# سیارک ۳۰۹۴۲
سیارک ۳۰۹۴۲ (به انگلیسی: 30942 Helicaon، نامگذاری:1994CX13)۳۰۹۴۲مین سیارک کشف شده‌است که در ۰۸ فوریه ۱۹۹۴ کشف شد.